# Ангре
Ангре — лавово-подпрудное озеро на западе полуострова Камчатка у подножия Ичинского вулкана. Находится на территории Быстринского района Камчатского края России на восточной стороне Срединного хребта.

## Описание
В результате извержения вулкана Северный Черпук около 6,5 тыс. лет назад лавовый поток перекрыл русло реки, образовав этим озеро. Вода из озера проходит через поток застывшей лавы, как через фильтр, и через несколько километров даёт один из истоков реке Кетачан.
Соединено с озером Тымкыгытгын ручьём. Зимой не промерзает.
Озеро и ручей населяет только северная мальма.
Площадь зеркала 0,23 км², максимальная глубина — 25 м, средняя глубина — 9,9 м, высота над уровнем моря — 750 м.
Чаша озера находится на территории Быстринского природного парка (входит в природный парк «Вулканы Камчатки»).

## Галерея

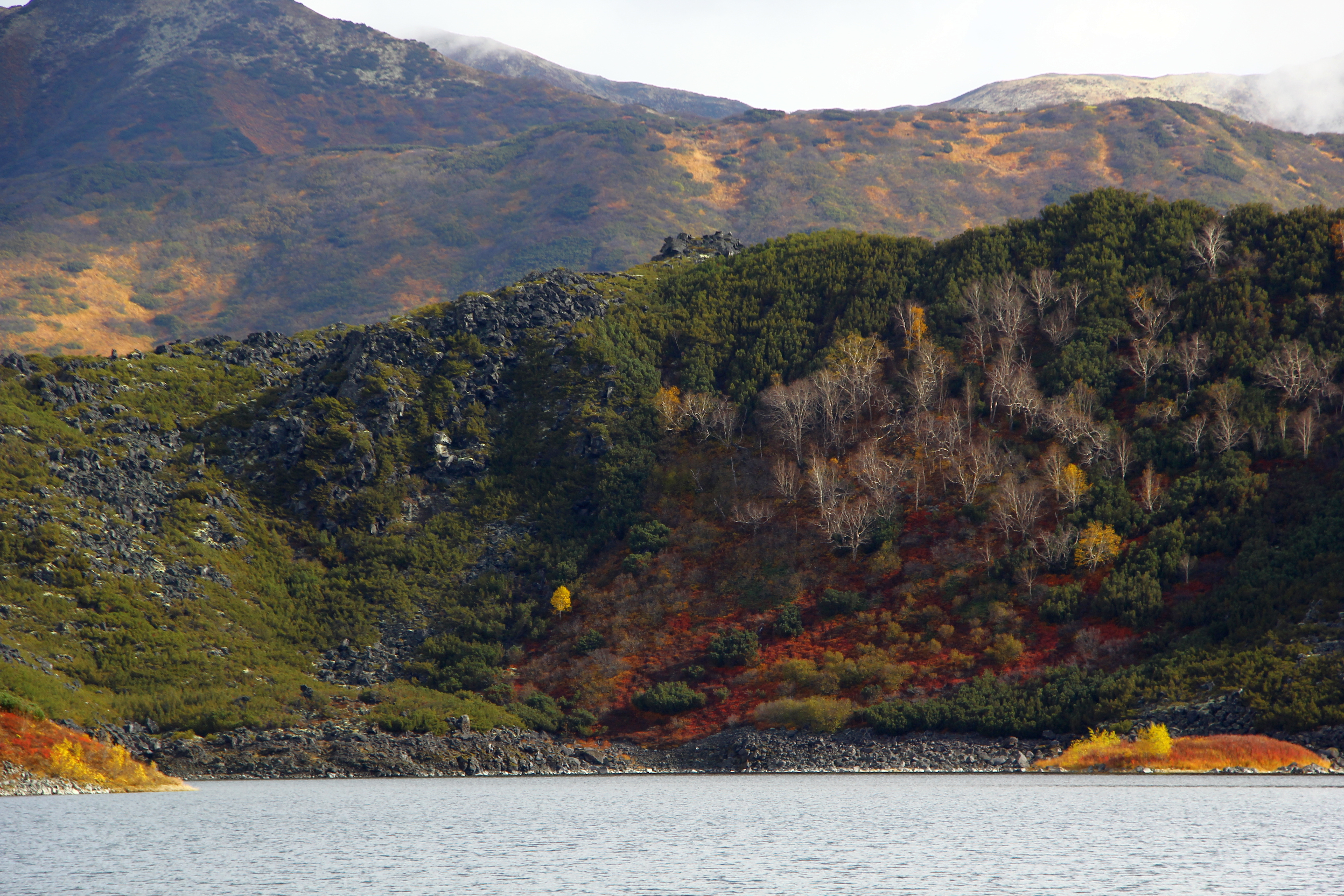
Лавовый поток, образовавший Ангре
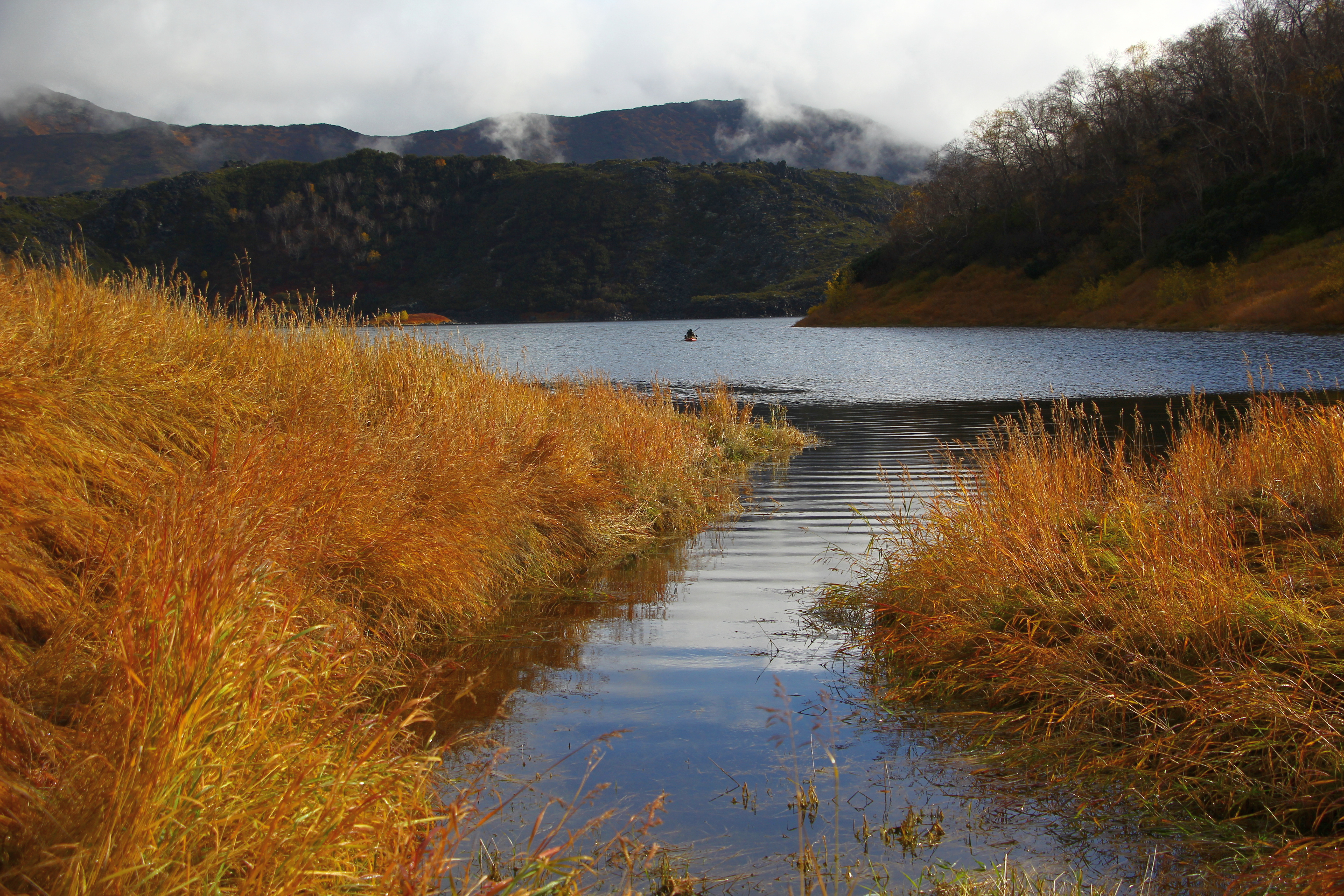
Ручей соединяющий Ангре с Тымкыгытгын